# Hello Tomorrow!
Hello Tomorrow! è una serie televisiva statunitense del 2023, distribuita dalla piattaforma streaming on demand Apple TV+.

## Trama
In un universo retrofuturista, che ha l'aspetto idealizzato degli USA negli anni cinquanta, dotato di avanzate tecnologie, come domotica, servizi interamente automatizzati e basi sulla Luna, un gruppo di commessi viaggiatori che opera per la Brightside commercializza multiproprietà sulla Luna. Jack è il principale protagonista, è il direttore locale della Brightside ed è separato da quasi vent'anni dalla moglie Marie con cui ha avuto un figlio, Joey, ora maggiorenne. Dopo che la donna ha avuto un incidente con un "postino" robotico ed è finita in coma, Jack decide di conoscere meglio il figlio, che non sa che lui è in realtà suo padre, coinvolgendolo nella propria attività lavorativa. Lentamente viene a galla però l'attività fraudolenta dell'agenzia, che non ha alcuna sede principale, non prevede alcun reale lancio sulla Luna e vende multiproprietà inesistenti, rivelandosi così una colossale truffa architettata da Jack che cerca ora di sistemare le cose attraverso uno schema Ponzi.

## Episodi
| Stagione       | Episodi | Pubblicazione |
| -------------- | ------- | ------------- |
| Prima stagione | 10      | 2023          |

## Personaggi e interpreti

### Personaggi principali
- Jack Billings (stagione 1), interpretato da Billy Crudup, doppiato da Alessio Cigliano.
È il direttore locale della Brightside, un'agenzia che si occupa di vendere multiproprietà sulla Luna pubblicizzandole porta a porta e con riunioni collettive di potenziali acquirenti. Si scoprirà che la Brightside è in realtà una colossale truffa organizzata da lui, quando si è trovato senza lavoro e ha dovuto inventarsi un'attività redditizia per sbarcare il lunario. È il marito di Marie e padre di Joey Shorter, che ha abbandonato molti anni prima, per seguire la propria attività lavorativa.
- Eddie (stagione 1), interpretato da Hank Azaria, doppiato da Francesco Prando.
- Shirley Stedman (stagione 1), interpretata da Haneefah Wood, doppiata da Rossella Acerbo.
- Myrtle Mayburn (stagione 1), interpretata da Alison Pill, doppiata da Federica De Bortoli.
Convinta da Herb Porter ad acquistare una multiproprietà sulla Luna, per la quale abbandona il marito fedifrago incendiando la propria casa, con la speranza di poter cambiare vita dall'oggi al domani, si trova parcheggiata in un Hotel a causa del lancio sulla Luna posticipato di sei mesi. In seguito medita vendetta e, alleatasi con Lester Costopoulos, scopre con lui l'imbroglio che si cela dietro le operazioni commerciali della Brightside.
- Joey Shorter (stagione 1), interpretato da Nicholas Podany, doppiato da Federico Campaiola.
È il figlio di Jack Billings e di Marie, che il padre coinvolge nei suoi affari convincendolo a diventare un venditore della Brighside, per riconquistarne l'affetto, dopo averlo abbandonato molti anni prima assieme alla madre, ma Joey non sa che in realtà Jack è suo padre.
- Herb Porter (stagione 1), interpretato da Dewshane Williams, doppiato da Daniele Raffaeli.

### Personaggi ricorrenti
- Barbara Billings (stagione 1), interpretata da Jacki Weaver, doppiata da Lorenza Biella.
- Elle (stagione 1), interpretata da Dagmara Domińczyk
- Walt (stagione 1), interpretato da Michael Paul Chan
- Lester Costopolous (stagione 1), interpretato da Matthew Maher
- Marie (stagione 1), interpretata da Annie McNamara.
È la moglie di Jack Billings e la madre di Joey Shorter, finita in coma dopo un incidente con un postino robot.

### Guest star
- Sal (stagione 1), interpretato da Michael Harney
- Buck Manzell (stagione 1), interpretato da Frankie Faison
- Big Fred (stagione 1), interpretato da W. Earl Brown
- Marvin Mayburn (stagione 1), interpretato da Gabriel Ebert
- Betty Porter (stagione 1), interpretata da Susan Heyward

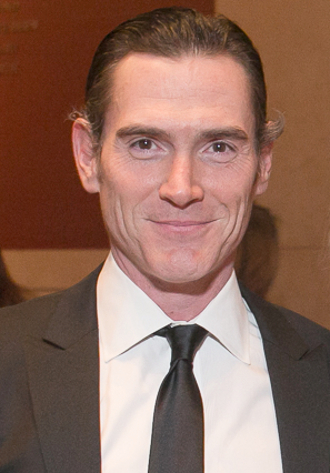
Billy Crudup, interprete di Jack Billings
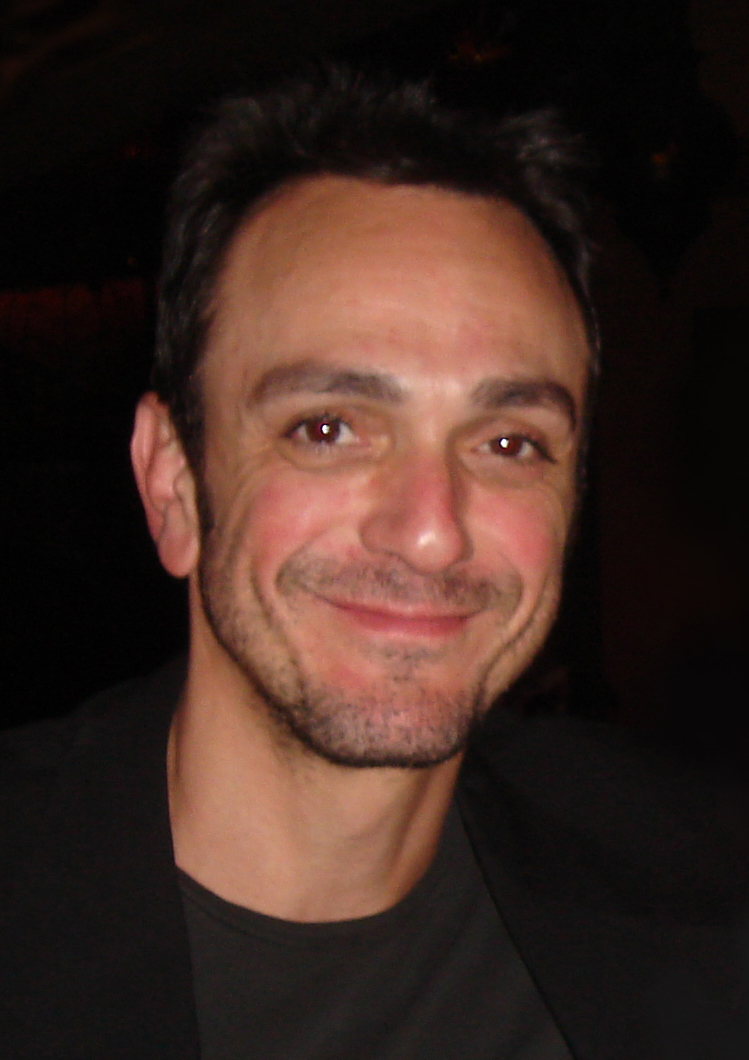
Hank Azaria, interprete di Eddie
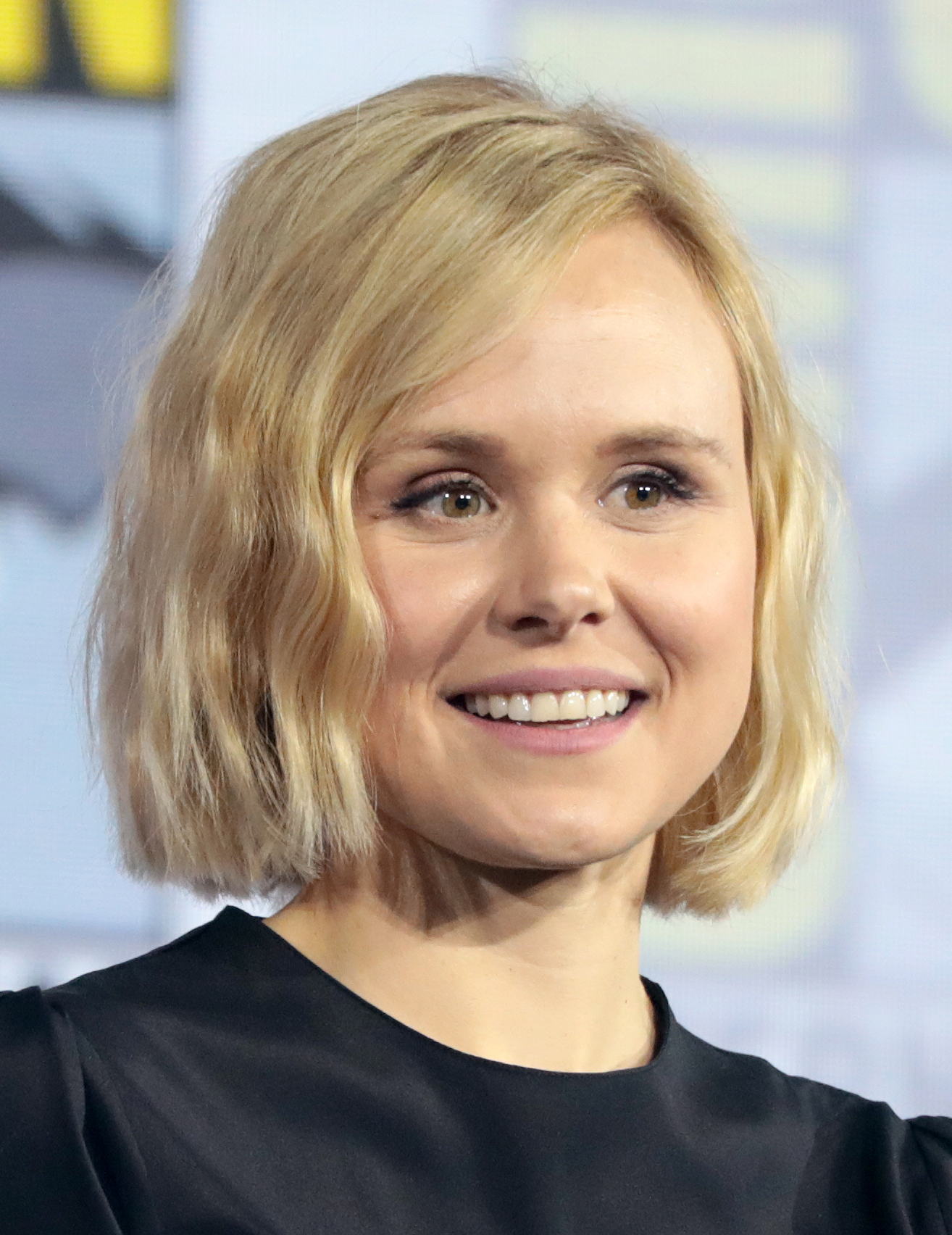
Alison Pill, interprete di Shirley Stedman
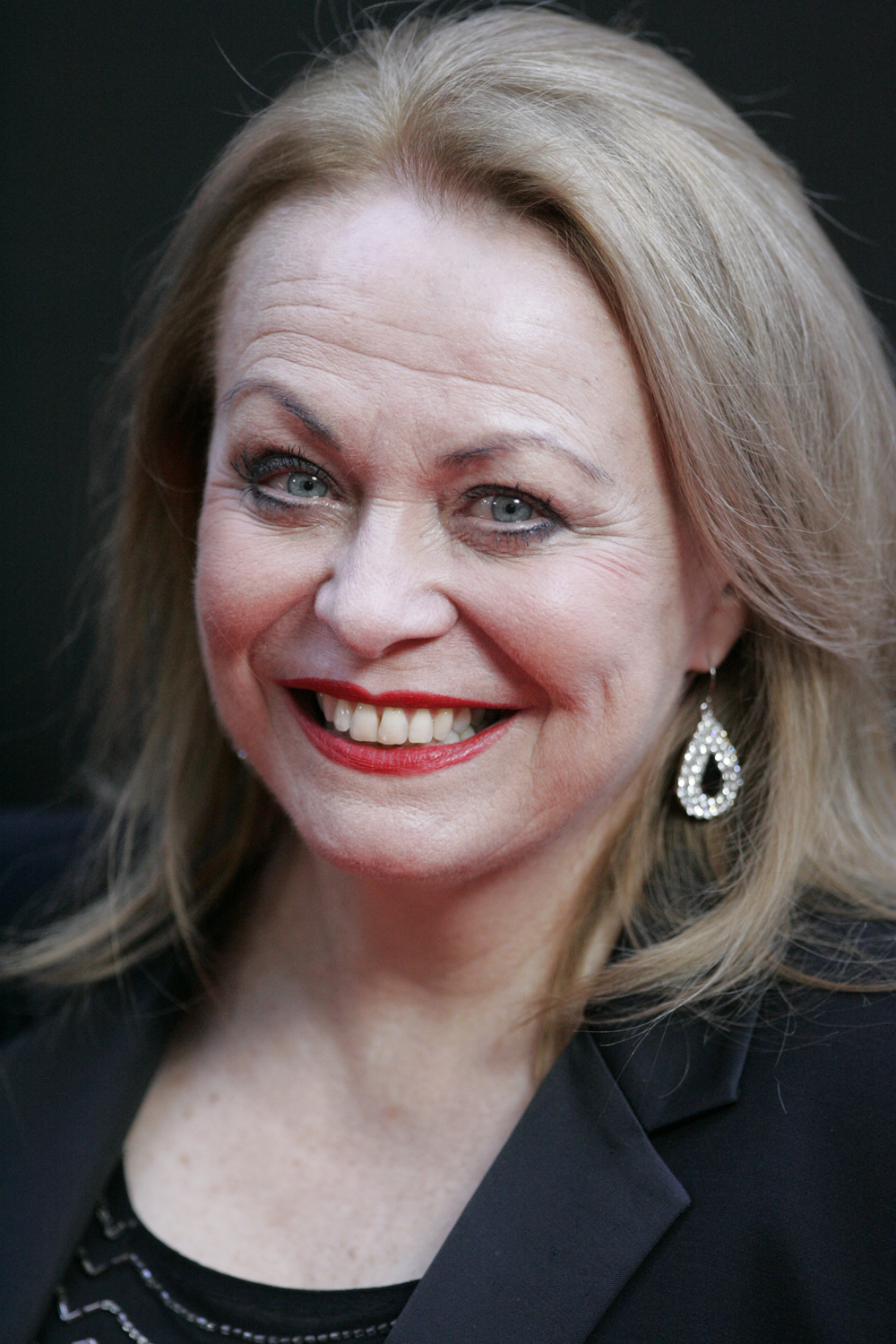
Jacki Weaver, interprete di Barbara Billings
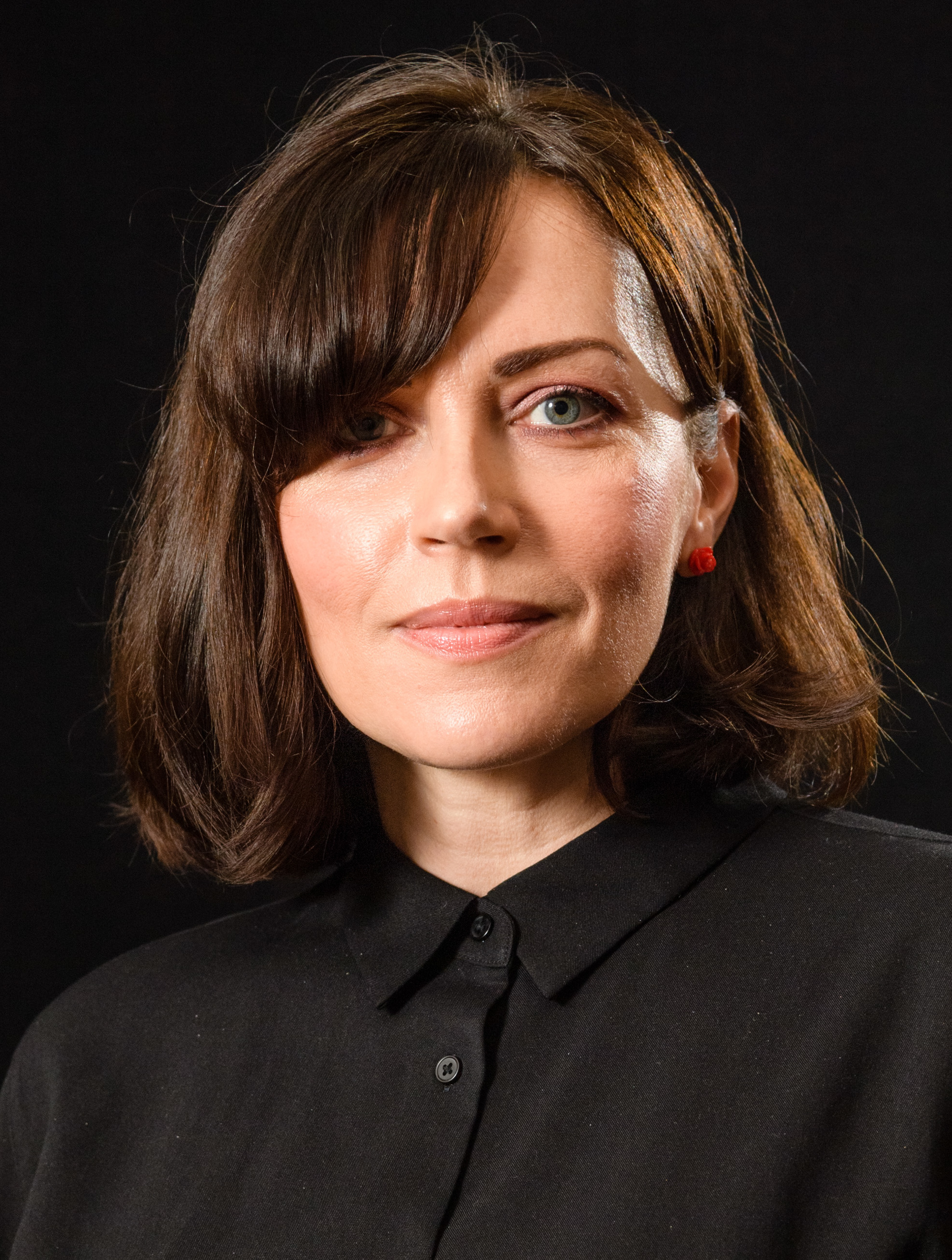
Dagmara Domińczyk, interprete di Elle
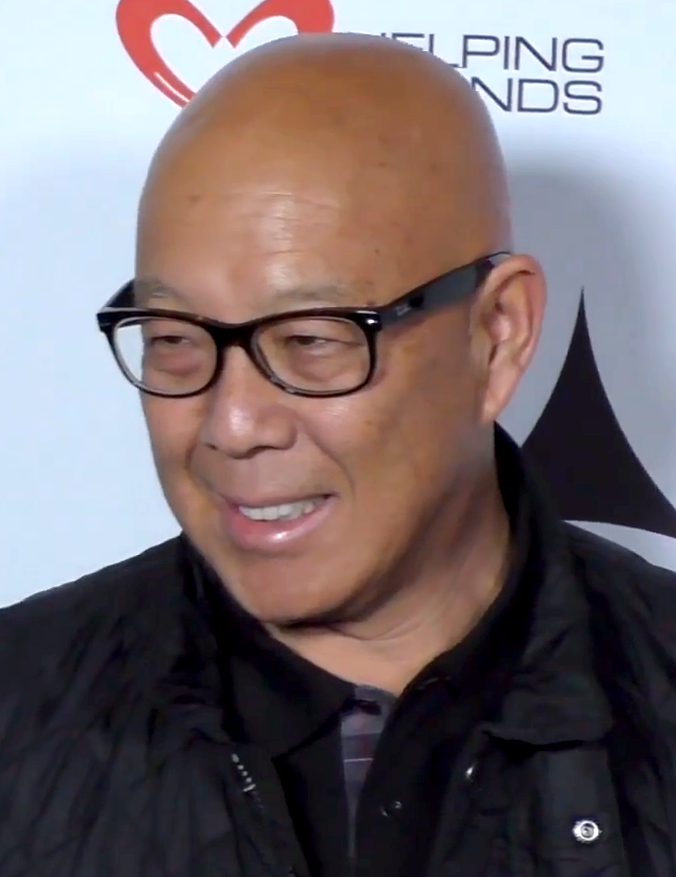
Michael Paul Chan, interprete di Walt
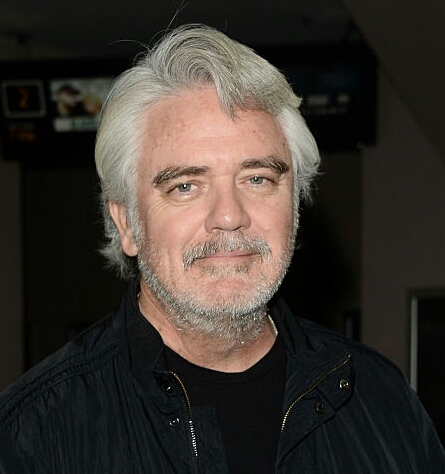
Michael Harney, interprete di Sal
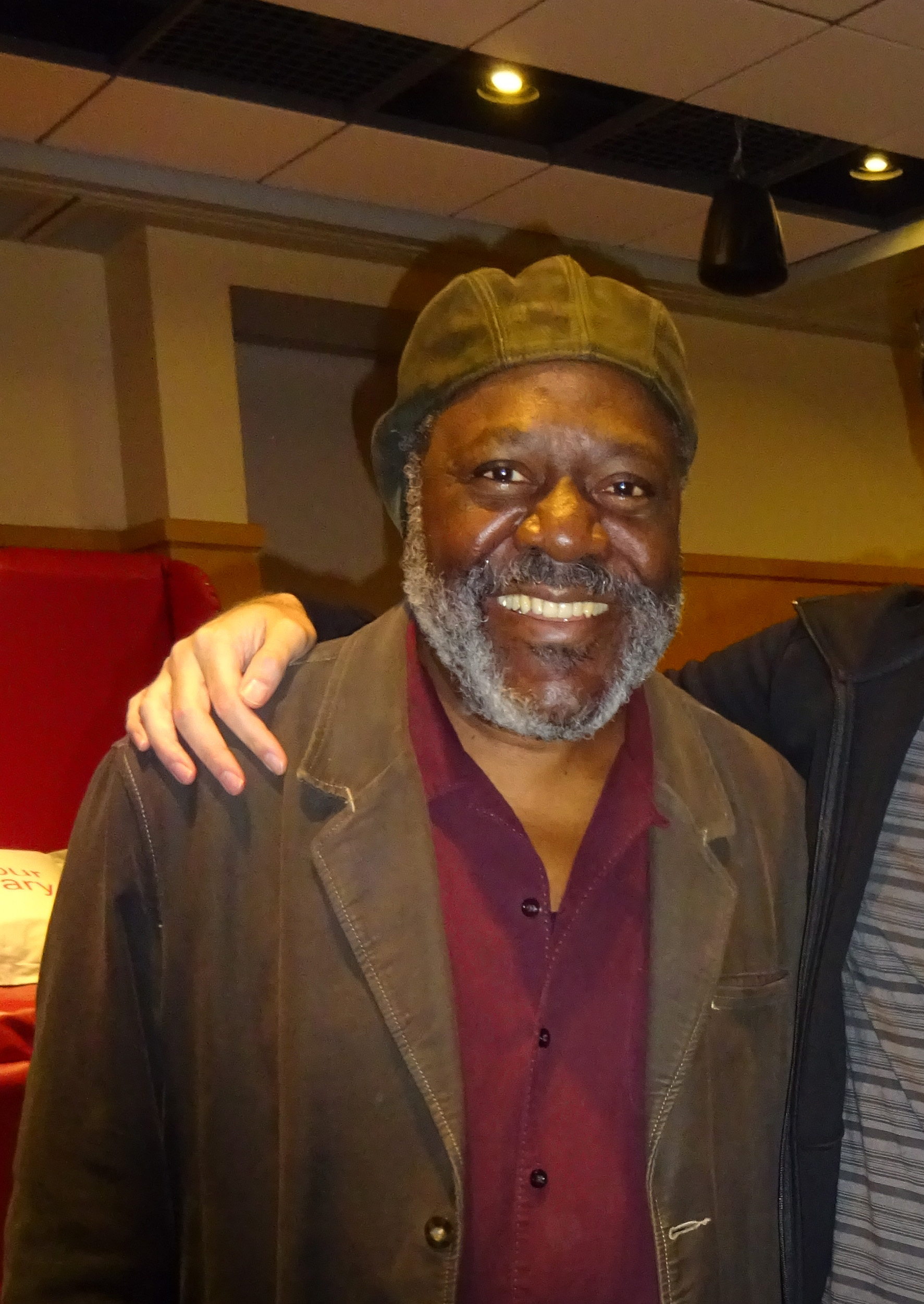
Frankie Faison, interprete di Buck Manzell

## Produzione
Il 6 maggio 2021 viene dato l'annuncio che Apple TV+ avrebbe prodotto la serie di Amit Bhalla e Lucas Jansen Hello Tomorrow!, che Bhalla e Jansen avrebbero scritto e prodotto assieme a Blake Griffin, Ryan Kalil, la Mortal Media di Noah Weinstein, Billy Crudup e Jonathan Entwistle, quest'ultimo avrebbe anche diretto i 10 episodi della serie. Billy Crudup avrebbe interpretato il ruolo principale.
Il 25 ottobre successivo, Hank Azaria, Haneefah Wood, Alison Pill, Nicholas Podany e Dewshane Williams si aggiungono al cast e a seguire Jacki Weaver, il 17 novembre. Il 22 gennaio 2022 a Dagmara Domińczyk viene assegnato un ruolo ricorrente.
Le riprese sono iniziate a New York il 14 ottobre 2021 e si sono concluse il 24 marzo 2022.

## Distribuzione
La serie viene pubblicata a partire dal 17 febbraio 2023 su Apple TV+.

## Accoglienza
L'aggregatore di recensioni Rotten Tomatoes riporta un indice di approvazione del 57%, basato su 44 recensioni, con una valutazione media di 6,10/10. Il consenso critico del sito dichiara che "Hello Tomorrow! è abbastanza visivamente sorprendente da distrarre periodicamente dalla sua storia sconclusionata e dai personaggi appena abbozzati, ma nel complesso, questa prima stagione non riesce a essere all'altezza del suo potenziale". Metacritic, che si basa su una metrica aritmetica ponderata, assegna alla serie un punteggio di 60 su 100, basato su 24 critiche, indicante "recensioni contrastanti o nella media".